# Aeroporto di Cauayan
L'Aeroporto di Cauayan (ICAO: RPUY - IATA: CYZ) è un aeroporto che serve l'area di Cauayan, una città nella provincia di Isabela nelle Filippine.
È uno dei tre aeroporti commerciali di Isabela, gli altri sono l'aeroporto di Palanan nella città di Palanan e l'aeroporto di Maconacon nella città di Maconacon. È classificato come aeroporto secondario, o aeroporto commerciale domestico minore, dall'Air Transportation Office, un ente del dipartimento dei trasporti responsabile delle operazioni non solo di questo aeroporto, ma anche di tutti gli altri aeroporti delle Filippine ad eccezione dei principali aeroporti internazionali.
Tra il 1999 e il 2008 l'aeroporto non ha ospitato voli commerciali. Sono state avanzate proposte per reintrodurre il servizio commerciale attraverso una rotta indipendente Manila-Cauayan, nonché una rotta fino all'aeroporto di Tuguegarao a Tuguegarao Dopo quasi un decennio di inattività, l'aeroporto di Cauayan ha riaperto al traffico commerciale il 15 agosto 2008, utilizzando aerei PAL Express, segnando il ritorno di Philippine Airlines, dopo aver interrotto i suoi servizi per la città nel 1994. Attualmente, Cebu Pacific utilizza l'Airbus A320 per la rotta Manila-Cauayan-Manila.
L'aeroporto è stato rinnovato e classificato anche come notturno per consentire atterraggi e decolli dopo il tramonto.